# Багновець лучний
Багновець лучний (Ammospiza leconteii) — вид горобцеподібних птахів родини Passerellidae. Поширений у Північній Америці.

## Назва
Джон Джеймс Одюбон назвав вид на честь свого друга, доктора Леконта. Зазвичай припускають, що це був американський натураліст Джон Лоуренс Леконт (1825-1883), хоча це також міг бути вчений Джон Леконт (1818-1891), лікар і двоюрідний брат Джона Лоуренса.

## Поширення
Середовищем його проживання в сезон розмноження є луки в Канаді (від центру країни до провінції Квебек) і на півночі центральної частини США. Взимку ці птахи мігрують на південний схід США. Середовище проживання  — відкриті вологі луки та болота. Вид також можна зустріти в більш сухих районах. Взимку вид мешкає на тих же територіях, що і влітку: вологі луки, болота і відкриті луки. 

## Опис
Це маленький горобець (завдовжки до 12 см), спинні частини якого темно-світло-коричневі. Грудна клітка світло-коричнева, а живіт білий, з тонкими смужками з боків. Голова велика і плоска, з темною короною, розділеною по центру світлою смугою. Обличчя помаранчеве з сірою плямою на кожній щоці. Дзьоб відносно великий, темний, хвіст короткий.

## Спосіб життя
Живиться, шукаючи їжу на землі, переважно комахами та насінням. Гніздо розташоване на землі біля води, добре сховане в піску. Самиця будує чашоподібне гніздо з трави, в яке відкладає від трьох до п'яти яєць блідо-зеленого кольору з коричневими плямами. Висиджує яйця тільки самка, інкубація триває близько двох тижнів.